# Sezonul de Formula 1 din 2008
Campionatul Mondial de Formula 1 din 2008 a fost cel de-al 62-lea sezon al curselor auto pentru mașinile de Formula 1, recunoscut de organismul de conducere al sportului internațional, Federația Internațională de Automobilism, ca fiind competiția de cea mai înaltă clasă pentru mașinile de curse. A inclus cea de-a 59-a ediție a Campionatului Mondial al Piloților, și a 51-a ediție a Campionatului Mondial al Constructorilor. Sezonul a fost disputat pe parcursul a optsprezece curse, începând în Australia pe 16 martie și terminându-se în Brazilia pe 2 noiembrie. Sezonul din 2008 a avut debutul Marelui Premiu al statului Singapore, care a avut loc pe Circuitul Marina Bay, în Marina Bay, Singapore și a fost prima cursă de Formula 1 organizată noaptea. Marele Premiu al Europei s-a mutat într-o nouă locație, pe circuitul stradal Valencia, în Valencia, Spania.
Unsprezece echipe au concurat în campionat, deși Super Aguri s-a retras pe 6 mai din sezon din cauza unor probleme financiare, completând doar patru curse. Noile reglementări tehnice pentru 2008 au inclus interzicerea controlului tracțiunii după ce a fost reintrodus în 2001, la Marele Premiu al Spaniei. Fernando Alonso a câștigat prima cursă desfășurată la Singapore; cu toate acestea, numai după ce coechipierul Piquet s-a izbit în mod deliberat pentru a provoca o mașină de siguranță care a ajutat strategia lui Alonso. Când Piquet a recunoscut acest lucru presei în 2009, directorul echipei Renault, Britaore, a demisionat. Unii jurnaliști au numit acest incident drept „Crashgate”.
Lewis Hamilton a câștigat titlul la piloți cu un punct avans – depășindu-l pe Timo Glock de la Toyota în ultimul viraj al ultimului tur al ultimului Mare Premiu al sezonului pentru a obține locul 5 necesar pentru a câștiga campionatul – față de brazilianul Felipe Massa, în timp ce coechipierul lui Massa, campioanul mondial din 2007, Kimi Räikkönen, s-a clasat pe locul al treilea, cu două victorii. Scuderia Ferrari Marlboro a câștigat titlul la Constructori. Câștigând titlul la piloți, Hamilton a devenit cel mai tânăr pilot care a câștigat vreodată titlul (un record depășit de atunci de Sebastian Vettel care a câștigat titlul în 2010) și primul pilot de culoare care a câștigat acest titlu. De asemenea, a fost primul campion britanic de la Damon Hill în 1996.
Acesta a fost ultimul sezon de Formula 1 în care echipele au concurat cu anvelope canelate, folosite din 1998, înainte ca anvelopele slick să revină în Formula 1 din 2009. A fost pentru prima dată în istoria Formulei 1 când toate echipele au folosit aceiași doi piloți pe tot parcursul sezonului.

## Piloții și echipele înscrise în campionat
Piloții și echipele următoare au fost incluse în sezonul din 2008 al campionatului. Echipele au concurat cu anvelopele furnizate de Bridgestone.
| Imagine           | Concurent                 | Constructor | Motor           | Șasiu      | Piloți | Piloți               | Piloți |
| ----------------- | ------------------------- | ----------- | --------------- | ---------- | ------ | -------------------- | ------ |
| Imagine           | Concurent                 | Constructor | Motor           | Șasiu      | Nr.    | Numele pilotului     | Etape  |
| Ferrari F2008     | Scuderia Ferrari Marlboro | Ferrari     | Ferrari 056     | F2008      | 1      | Kimi Räikkönen       | Toate  |
| Ferrari F2008     | Scuderia Ferrari Marlboro | Ferrari     | Ferrari 056     | F2008      | 2      | Felipe Massa         | Toate  |
| BMW Sauber F1.08  | BMW Sauber F1 Team        | BMW Sauber  | BMW P86/8       | F1.08      | 3      | Nick Heidfeld        | Toate  |
| BMW Sauber F1.08  | BMW Sauber F1 Team        | BMW Sauber  | BMW P86/8       | F1.08      | 4      | Robert Kubica        | Toate  |
| Renault R28       | ING Renault F1 Team       | Renault     | Renault RS27    | R28        | 5      | Fernando Alonso      | Toate  |
| Renault R28       | ING Renault F1 Team       | Renault     | Renault RS27    | R28        | 6      | Nelson Piquet Jr.    | Toate  |
| Williams FW30     | AT&T Williams             | Williams    | Toyota RVX-08   | FW30       | 7      | Nico Rosberg         | Toate  |
| Williams FW30     | AT&T Williams             | Williams    | Toyota RVX-08   | FW30       | 8      | Kazuki Nakajima      | Toate  |
| Red Bull RB4      | Red Bull Racing           | Red Bull    | Renault RS27    | RB4        | 9      | David Coulthard      | Toate  |
| Red Bull RB4      | Red Bull Racing           | Red Bull    | Renault RS27    | RB4        | 10     | Mark Webber          | Toate  |
| Toyota TF108      | Panasonic Toyota Racing   | Toyota      | Toyota RVX-08   | TF108      | 11     | Jarno Trulli         | Toate  |
| Toyota TF108      | Panasonic Toyota Racing   | Toyota      | Toyota RVX-08   | TF108      | 12     | Timo Glock           | Toate  |
| STR STR3          | Scuderia Toro Rosso       | STR         | Ferrari 056     | STR2B STR3 | 14     | Sébastien Bourdais   | Toate  |
| STR STR3          | Scuderia Toro Rosso       | STR         | Ferrari 056     | STR2B STR3 | 15     | Sebastian Vettel     | Toate  |
| Honda RA108       | Honda Racing F1 Team      | Honda       | Honda RA808E    | RA108      | 16     | Jenson Button        | Toate  |
| Honda RA108       | Honda Racing F1 Team      | Honda       | Honda RA808E    | RA108      | 17     | Rubens Barrichello   | Toate  |
| Super Aguri SA08  | Super Aguri F1 Team       | Super Aguri | Honda RA808E    | SA08       | 18     | Takuma Sato          | 1–4    |
| Super Aguri SA08  | Super Aguri F1 Team       | Super Aguri | Honda RA808E    | SA08       | 19     | Anthony Davidson     | 1–4    |
| Force India VJM01 | Force India F1 Team       | Force India | Ferrari 056     | VJM01      | 20     | Adrian Sutil         | Toate  |
| Force India VJM01 | Force India F1 Team       | Force India | Ferrari 056     | VJM01      | 21     | Giancarlo Fisichella | Toate  |
| McLaren MP4-23    | Vodafone McLaren Mercedes | McLaren     | Mercedes FO108V | MP4-23     | 22     | Lewis Hamilton       | Toate  |
| McLaren MP4-23    | Vodafone McLaren Mercedes | McLaren     | Mercedes FO108V | MP4-23     | 23     | Heikki Kovalainen    | Toate  |

## Calendar

Națiunile care au găzduit curse de Formula 1 în 2008 sunt arătate în verde. Națiunile care au găzduit curse de Formula 1 în trecut sunt arătate în gri închis

Consiliul Mondial FIA a aprobat calendarul oficial pe 24 octombrie 2007. Marele Premiu al statului Singapore a fost prima cursă de noapte din istoria Formulei 1.
| 1.                                        | 2.                                                  | 3.                                                   | 4.                                        |
| ----------------------------------------- | --------------------------------------------------- | ---------------------------------------------------- | ----------------------------------------- |
| Marele Premiu al Australiei 14-16 martie  | Marele Premiu al Malaysiei 21-23 martie             | Marele Premiu al Bahrainului 4-6 aprilie             | Marele Premiu al Spaniei 25-27 aprilie    |
| Albert Park (S)                           | Sepang (P)                                          | Sakhir (P)                                           | Catalunya (P)                             |
| 5.                                        | 6.                                                  | 7.                                                   | 8.                                        |
| Marele Premiu al Turciei 9-11 mai         | Marele Premiu al Principatului Monaco 22, 24-25 mai | Marele Premiu al Canadei 6-8 iunie                   | Marele Premiu al Franței 20-22 iunie      |
| Istanbul Park (P)                         | Monaco (S)                                          | Gilles Villeneuve (S)                                | Magny-Cours (P)                           |
| 9.                                        | 10.                                                 | 11.                                                  | 12.                                       |
| Marele Premiu al Marii Britanii 4-6 iulie | Marele Premiu al Germaniei 18-20 iulie              | Marele Premiu al Ungariei 1-3 august                 | Marele Premiu al Europei 22-24 august     |
| Silverstone (P)                           | Hockenheimring (P)                                  | Hungaroring (P)                                      | Valencia (S)                              |
| 13.                                       | 14.                                                 | 15.                                                  | 16.                                       |
| Marele Premiu al Belgiei 5-7 septembrie   | Marele Premiu al Italiei 12-14 septembrie           | Marele Premiu al statului Singapore 26-28 septembrie | Marele Premiu al Japoniei 10-12 octombrie |
| Spa-Francorchamps (P)                     | Monza (P)                                           | Marina Bay (S)                                       | Fuji (P)                                  |
| 17.                                       | 18.                                                 |                                                      |                                           |
| Marele Premiu al Chinei 17-19 octombrie   | Marele Premiu al Braziliei 31 oct-2 noi             |                                                      |                                           |
| Shanghai (P)                              | Interlagos (P)                                      |                                                      |                                           |
| (P) - pistă; (S) - stradă. Surse:         |                                                     |                                                      |                                           |

## Rezultate și clasamente

### Marile Premii
| Etapa | Mare Premiu                | Pole position     | Cel mai rapid tur | Pilotul câștigător | Constructorul câștigător | Raport | Lider | Lider |
| Etapa | Mare Premiu                | Pole position     | Cel mai rapid tur | Pilotul câștigător | Constructorul câștigător | Raport | Pilot | Dif.  |
| ----- | -------------------------- | ----------------- | ----------------- | ------------------ | ------------------------ | ------ | ----- | ----- |
| 1     | MP al Australiei           | Lewis Hamilton    | Heikki Kovalainen | Lewis Hamilton     | McLaren-Mercedes         | Raport | HAM   | 2     |
| 2     | MP al Malaysiei            | Felipe Massa      | Nick Heidfeld     | Kimi Räikkönen     | Ferrari                  | Raport | HAM   | 3     |
| 3     | MP al Bahrainului          | Robert Kubica     | Heikki Kovalainen | Felipe Massa       | Ferrari                  | Raport | RAI   | 3     |
| 4     | MP al Spaniei              | Kimi Räikkönen    | Kimi Räikkönen    | Kimi Räikkönen     | Ferrari                  | Raport | RAI   | 9     |
| 5     | MP al Turciei              | Felipe Massa      | Kimi Räikkönen    | Felipe Massa       | Ferrari                  | Raport | RAI   | 7     |
| 6     | MP al Principatului Monaco | Felipe Massa      | Kimi Räikkönen    | Lewis Hamilton     | McLaren-Mercedes         | Raport | HAM   | 3     |
| 7     | MP al Canadei              | Lewis Hamilton    | Kimi Räikkönen    | Robert Kubica      | BMW Sauber               | Raport | KUB   | 4     |
| 8     | MP al Franței              | Kimi Räikkönen    | Kimi Räikkönen    | Felipe Massa       | Ferrari                  | Raport | MAS   | 2     |
| 9     | MP al Marii Britanii       | Heikki Kovalainen | Kimi Räikkönen    | Lewis Hamilton     | McLaren-Mercedes         | Raport | HAM   | 0     |
| 10    | MP al Germaniei            | Lewis Hamilton    | Nick Heidfeld     | Lewis Hamilton     | McLaren-Mercedes         | Raport | HAM   | 4     |
| 11    | MP al Ungariei             | Lewis Hamilton    | Kimi Räikkönen    | Heikki Kovalainen  | McLaren-Mercedes         | Raport | HAM   | 5     |
| 12    | MP al Europei              | Felipe Massa      | Felipe Massa      | Felipe Massa       | Ferrari                  | Raport | HAM   | 6     |
| 13    | MP al Belgiei              | Lewis Hamilton    | Kimi Räikkönen    | Felipe Massa       | Ferrari                  | Raport | HAM   | 2     |
| 14    | MP al Italiei              | Sebastian Vettel  | Kimi Räikkönen    | Sebastian Vettel   | STR-Ferrari              | Raport | HAM   | 1     |
| 15    | MP al statului Singapore   | Felipe Massa      | Kimi Räikkönen    | Fernando Alonso    | Renault                  | Raport | HAM   | 7     |
| 16    | MP al Japoniei             | Lewis Hamilton    | Felipe Massa      | Fernando Alonso    | Renault                  | Raport | HAM   | 5     |
| 17    | MP al Chinei               | Lewis Hamilton    | Lewis Hamilton    | Lewis Hamilton     | McLaren-Mercedes         | Raport | HAM   | 7     |
| 18    | MP al Braziliei            | Felipe Massa      | Felipe Massa      | Felipe Massa       | Ferrari                  | Raport | HAM   | 1     |

### Sistemul de punctaj
Punctele sunt acordate primilor opt piloți care au terminat în fiecare cursă, folosind următoarea structură:
| Loc    | 1  | 2 | 3 | 4 | 5 | 6 | 7 | 8 |
| Puncte | 10 | 8 | 6 | 5 | 4 | 3 | 2 | 1 |

Pentru a obține toate punctele, câștigătorul cursei trebuie să termine cel puțin 75% din distanța programată. Jumătate de puncte sunt acordate dacă câștigătorul cursei termină mai puțin de 75% din distanță, cu condiția terminării a cel puțin două tururi complete. În cazul de egalitate la încheierea campionatului, se folosește un sistem de numărătoare, cel mai bun rezultat fiind folosit pentru a decide clasamentul final.
Note
- ^1 - În cazul în care nu sunt încheiate două tururi complete, nu se acordă nici un punct și cursa este abandonată.
- ^2 - În cazul în care doi sau mai mulți piloți realizează același cel mai bun rezultat de un număr egal de ori, se va folosi următorul cel mai bun rezultat. Dacă doi sau mai mulți piloți vor avea un număr egal de rezultate de un număr egal de ori, FIA va nominaliza câștigătorul conform unor criterii pe care le va considera potrivite.

### Clasament Campionatul Mondial al Piloților
| Poz. | Pilot                | AUS | MAL | BHR | ESP  | TUR | MON | CAN | FRA  | GBR | GER | HUN | EUR  | BEL  | ITA | SIN  | JPN | CHN  | BRA  | Puncte |
| ---- | -------------------- | --- | --- | --- | ---- | --- | --- | --- | ---- | --- | --- | --- | ---- | ---- | --- | ---- | --- | ---- | ---- | ------ |
| 1    | Lewis Hamilton       | 1P  | 5   | 13  | 3    | 2   | 1   | AbP | 10   | 1   | 1P  | 5P  | 2    | 3P   | 7   | 3    | 12P | 1P R | 5    | 98     |
| 2    | Felipe Massa         | Ab  | AbP | 1   | 2    | 1P  | 3P  | 5   | 1    | 13  | 3   | 17* | 1P R | 1    | 6   | 13P  | 7R  | 2    | 1P R | 97     |
| 3    | Kimi Räikkönen       | 8*  | 1   | 2   | 1P R | 3R  | 9R  | AbR | 2P R | 4R  | 6   | 3R  | Ab   | 18*R | 9R  | 15*R | 3   | 3    | 3    | 75     |
| 4    | Robert Kubica        | Ab  | 2   | 3P  | 4    | 4   | 2   | 1   | 5    | Ab  | 7   | 8   | 3    | 6    | 3   | 11   | 2   | 6    | 11   | 75     |
| 5    | Fernando Alonso      | 4   | 8   | 10  | Ab   | 6   | 10  | Ab  | 8    | 6   | 11  | 4   | Ab   | 4    | 4   | 1    | 1   | 4    | 2    | 61     |
| 6    | Nick Heidfeld        | 2   | 6R  | 4   | 9    | 5   | 14  | 2   | 13   | 2   | 4R  | 10  | 9    | 2    | 5   | 6    | 9   | 5    | 10   | 60     |
| 7    | Heikki Kovalainen    | 5R  | 3   | 5R  | Ab   | 12  | 8   | 9   | 4    | 5P  | 5   | 1   | 4    | 10*  | 2   | 10   | Ab  | Ab   | 7    | 53     |
| 8    | Sebastian Vettel     | Ab  | Ab  | Ab  | Ab   | 17  | 5   | 8   | 12   | Ab  | 8   | Ab  | 6    | 5    | 1P  | 5    | 6   | 9    | 4    | 35     |
| 9    | Jarno Trulli         | Ab  | 4   | 6   | 8    | 10  | 13  | 6   | 3    | 7   | 9   | 7   | 5    | 16   | 13  | Ab   | 5   | Ab   | 8    | 31     |
| 10   | Timo Glock           | Ab  | Ab  | 9   | 11   | 13  | 12  | 4   | 11   | 12  | Ab  | 2   | 7    | 9    | 11  | 4    | Ab  | 7    | 6    | 25     |
| 11   | Mark Webber          | Ab  | 7   | 7   | 5    | 7   | 4   | 12  | 6    | 10  | Ab  | 9   | 12   | 8    | 8   | Ab   | 8   | 14   | 9    | 21     |
| 12   | Nelson Piquet Jr.    | Ab  | 11  | Ab  | Ab   | 15  | Ab  | Ab  | 7    | Ab  | 2   | 6   | 11   | Ab   | 10  | Ab   | 4   | 8    | Ab   | 19     |
| 13   | Nico Rosberg         | 3   | 14  | 8   | Ab   | 8   | Ab  | 10  | 16   | 9   | 10  | 14  | 8    | 12   | 14  | 2    | 11  | 15   | 12   | 17     |
| 14   | Rubens Barrichello   | DSC | 13  | 11  | Ab   | 14  | 6   | 7   | 14   | 3   | Ab  | 16  | 16   | Ab   | 17  | Ab   | 13  | 11   | 15   | 11     |
| 15   | Kazuki Nakajima      | 6   | 17  | 14  | 7    | Ab  | 7   | Ab  | 15   | 8   | 14  | 13  | 15   | 14   | 12  | 8    | 15  | 12   | 17   | 9      |
| 16   | David Coulthard      | Ab  | 9   | 18  | 12   | 9   | Ab  | 3   | 9    | Ab  | 13  | 11  | 17   | 11   | 16  | 7    | Ab  | 10   | Ab   | 8      |
| 17   | Sébastien Bourdais   | 7*  | Ab  | 15  | Ab   | Ab  | Ab  | 13  | 17   | 11  | 12  | 18  | 10   | 7    | 18  | 12   | 10  | 13   | 14   | 4      |
| 18   | Jenson Button        | Ab  | 10  | Ab  | 6    | 11  | 11  | 11  | Ab   | Ab  | 17  | 12  | 13   | 15   | 15  | 9    | 14  | 16   | 13   | 3      |
| 19   | Giancarlo Fisichella | Ab  | 12  | 12  | 10   | Ab  | Ab  | Ab  | 18   | Ab  | 16  | 15  | 14   | 17   | Ab  | 14   | Ab  | 17   | 18   | 0      |
| 20   | Adrian Sutil         | Ab  | Ab  | 19  | Ab   | 16  | Ab  | Ab  | 19   | Ab  | 15  | Ab  | Ab   | 13   | 19  | Ab   | Ab  | Ab   | 16   | 0      |
| 21   | Takuma Sato          | Ab  | 16  | 17  | 13   |     |     |     |      |     |     |     |      |      |     |      |     |      |      | 0      |
| 22   | Anthony Davidson     | Ab  | 15  | 16  | Ab   |     |     |     |      |     |     |     |      |      |     |      |     |      |      | 0      |
| Poz. | Pilot                | AUS | MAL | BHR | ESP  | TUR | MON | CAN | FRA  | GBR | GER | HUN | EUR  | BEL  | ITA | SIN  | JPN | CHN  | BRA  | Puncte |

| Legendă      | Legendă                                                |
| Culoare      | Rezultat                                               |
| ------------ | ------------------------------------------------------ |
| Auriu        | Câștigător                                             |
| Argintiu     | Locul 2                                                |
| Bronz        | Locul 3                                                |
| Verde        | Alte locuri care punctează                             |
| Albastru     | Alte locuri                                            |
| Albastru     | Nu s-a clasat, dar a terminat cursa (NC)               |
| Purpuriu     | A abandonat cursa (Ab)                                 |
| Negru        | Descalificat (DSC)                                     |
| Alb          | Nu a luat startul (NS)                                 |
| Roșu         | Nu s-a calificat (NSC)                                 |
| Fără culoare | Retras înainte de calificări (Ret)                     |
| Fără culoare | Exclus (EX)                                            |
| Fără culoare | Nu a participat (celulă goală)                         |
| Adnotare     | Însemnătate                                            |
| P            | Pole position                                          |
| R            | Cel mai rapid tur                                      |
| *            | Nu a terminat, dar a parcurs mai mult de 90% din cursă |

### Clasament Campionatul Mondial al Constructorilor
| Poz. | Constructor         | AUS | MAL | BHR | ESP  | TUR | MON | CAN | FRA  | GBR | GER | HUN | EUR  | BEL  | ITA | SIN  | JPN | CHN  | BRA  | Puncte |
| ---- | ------------------- | --- | --- | --- | ---- | --- | --- | --- | ---- | --- | --- | --- | ---- | ---- | --- | ---- | --- | ---- | ---- | ------ |
| 1    | Ferrari             | 8*  | 1   | 1   | 1P R | 1P  | 3P  | 5   | 1    | 4R  | 3   | 3R  | 1P R | 1    | 6   | 13P  | 3   | 2    | 1P R | 172    |
| 1    | Ferrari             | Ab  | AbP | 2   | 2    | 3R  | 9R  | AbR | 2P R | 13  | 6   | 17* | Ab   | 18*R | 9R  | 15*R | 7R  | 3    | 3    | 172    |
| 2    | McLaren-Mercedes    | 1P  | 3   | 5R  | 3    | 2   | 1   | 9   | 4    | 1   | 1P  | 1   | 2    | 3P   | 2   | 3    | 12P | 1P R | 5    | 151    |
| 2    | McLaren-Mercedes    | 5R  | 5   | 13  | Ab   | 12  | 8   | AbP | 10   | 5P  | 5   | 5P  | 4    | 10   | 7   | 10   | Ab  | Ab   | 7    | 151    |
| 3    | BMW Sauber          | 2   | 2   | 3P  | 4    | 4   | 2   | 1   | 5    | 2   | 4R  | 8   | 3    | 2    | 5   | 6    | 2   | 5    | 10   | 135    |
| 3    | BMW Sauber          | Ab  | 6R  | 4   | 9    | 5   | 14  | 2   | 13   | Ab  | 7   | 10  | 9    | 6    | 3   | 11   | 9   | 6    | 11   | 135    |
| 4    | Renault             | 4   | 8   | 10  | Ab   | 6   | 10  | Ab  | 7    | 6   | 2   | 4   | 11   | 4    | 4   | 1    | 1   | 4    | 2    | 80     |
| 4    | Renault             | Ab  | 11  | Ab  | Ab   | 15  | Ab  | Ab  | 8    | Ab  | 11  | 6   | Ab   | Ab   | 10  | Ab   | 4   | 8    | Ab   | 80     |
| 5    | Toyota              | Ab  | 4   | 6   | 8    | 10  | 12  | 4   | 3    | 7   | 9   | 2   | 5    | 9    | 11  | 4    | 5   | 7    | 6    | 56     |
| 5    | Toyota              | Ab  | Ab  | 9   | 11   | 13  | 13  | 6   | 11   | 12  | Ab  | 7   | 7    | 16   | 13  | Ab   | Ab  | Ab   | 8    | 56     |
| 6    | STR-Ferrari         | 7*  | Ab  | 15  | Ab   | 17  | 5   | 8   | 12   | 11  | 8   | 18  | 6    | 5    | 1P  | 5    | 6   | 9    | 4    | 39     |
| 6    | STR-Ferrari         | Ab  | Ab  | Ab  | Ab   | Ab  | Ab  | 13  | 17   | Ab  | 12  | Ab  | 10   | 7    | 18  | 12   | 10  | 13   | 14   | 39     |
| 7    | Red Bull-Renault    | Ab  | 7   | 7   | 5    | 7   | 4   | 3   | 6    | 10  | 13  | 9   | 12   | 8    | 8   | 7    | 8   | 10   | 9    | 29     |
| 7    | Red Bull-Renault    | Ab  | 9   | 18  | 12   | 9   | Ab  | 12  | 9    | Ab  | Ab  | 11  | 17   | 11   | 16  | Ab   | Ab  | 14   | Ab   | 29     |
| 8    | Williams-Toyota     | 3   | 14  | 8   | 7    | 8   | 7   | 10  | 15   | 8   | 10  | 13  | 8    | 12   | 12  | 2    | 11  | 12   | 12   | 26     |
| 8    | Williams-Toyota     | 6   | 17  | 14  | Ab   | Ab  | Ab  | Ab  | 16   | 9   | 14  | 14  | 15   | 14   | 14  | 8    | 15  | 15   | 17   | 26     |
| 9    | Honda               | Ab  | 10  | 11  | 6    | 11  | 6   | 7   | 14   | 3   | 17  | 12  | 13   | 15   | 15  | 9    | 13  | 11   | 13   | 14     |
| 9    | Honda               | DSC | 13  | Ab  | Ab   | 14  | 11  | 11  | Ab   | Ab  | Ab  | 16  | 16   | Ab   | 17  | Ab   | 14  | 16   | 15   | 14     |
| 10   | Force India-Ferrari | Ab  | 12  | 12  | 10   | 16  | Ab  | Ab  | 18   | Ab  | 15  | 15  | 14   | 13   | 19  | 14   | Ab  | 17   | 16   | 0      |
| 10   | Force India-Ferrari | Ab  | Ab  | 19  | Ab   | Ab  | Ab  | Ab  | 19   | Ab  | 16  | Ab  | Ab   | 17   | Ab  | Ab   | Ab  | Ab   | 18   | 0      |
| 11   | Super Aguri-Honda   | Ab  | 15  | 16  | 13   |     |     |     |      |     |     |     |      |      |     |      |     |      |      | 0      |
| 11   | Super Aguri-Honda   | Ab  | 16  | 17  | Ab   |     |     |     |      |     |     |     |      |      |     |      |     |      |      | 0      |
| Poz. | Constructor         | AUS | MAL | BHR | ESP  | TUR | MON | CAN | FRA  | GBR | GER | HUN | EUR  | BEL  | ITA | SIN  | JPN | CHN  | BRA  | Puncte |

| Legendă      | Legendă                                                |
| Culoare      | Rezultat                                               |
| ------------ | ------------------------------------------------------ |
| Auriu        | Câștigător                                             |
| Argintiu     | Locul 2                                                |
| Bronz        | Locul 3                                                |
| Verde        | Alte locuri care punctează                             |
| Albastru     | Alte locuri                                            |
| Albastru     | Nu s-a clasat, dar a terminat cursa (NC)               |
| Purpuriu     | A abandonat cursa (Ab)                                 |
| Negru        | Descalificat (DSC)                                     |
| Alb          | Nu a luat startul (NS)                                 |
| Roșu         | Nu s-a calificat (NSC)                                 |
| Fără culoare | Retras înainte de calificări (Ret)                     |
| Fără culoare | Exclus (EX)                                            |
| Fără culoare | Nu a participat (celulă goală)                         |
| Adnotare     | Însemnătate                                            |
| P            | Pole position                                          |
| R            | Cel mai rapid tur                                      |
| *            | Nu a terminat, dar a parcurs mai mult de 90% din cursă |

Note:
- Pozițiile sunt sortate după cel mai bun rezultat, rândurile nefiind legate de piloți. În caz de egalitate de puncte, cele mai bune poziții obținute au determinat rezultatul.